# Józef Męcina-Krzesz

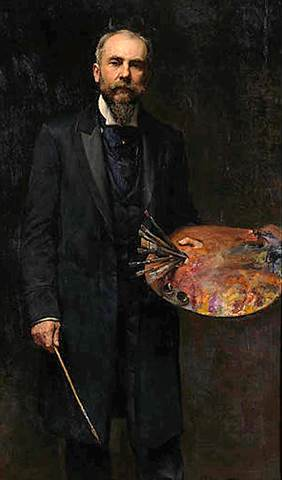
Chân dung tự họa với Palette (1900)

Józef Feliks Męcina-Krzesz (sinh ngày 2 tháng 1 năm 1860 tại Kraków - mất ngày 2 hoặc 3 tháng 12 năm 1934 tại Poznań) là một họa sĩ người Ba Lan. Ông nổi tiếng với các tác phẩm tranh lịch sử, tranh tôn giáo và tranh chân dung.

## Tiểu sử
Trong các năm 1877-1884, Józef Feliks Męcina-Krzesz học tại Học viện Mỹ thuật Kraków, làm học trò của Władysław Łuszczkiewicz và Florian Cynk. Trong hai năm cuối tại trường, ông theo học riêng với Jan Matejko. Chính Jan Matejko đã khuyến khích ông tập trung vẽ tranh lịch sử.
Năm 1884, bức tranh Trận chiến Orsha của ông đã giúp ông nhận được học bổng từ Wydział Krajowy (cục quốc gia), một ban điều hành được bầu bởi Nghị viện Galicia và Lodomeria. Hai năm sau, ông dùng một phần số tiền đó để đến Paris. Tại đây, ông theo học họa sĩ Jean-Paul Laurens. Trong thời gian này, ông bắt đầu vẽ tranh chân dung. Ông cũng làm họa sĩ minh họa cho các tờ báo L'Illustration và Le Figaro Illustré. Ông cũng triển lãm các tác phẩm của mình tại Phòng triển lãm ở Paris. Năm 1888, ông kết hôn với một họa sĩ người Pháp tên là Louise Marie Barat.
Sau khi du lịch khắp châu Âu, từ năm 1894, Józef Feliks Męcina-Krzesz định cư tại Kraków. Đến năm 1901, ông mua được một biệt thự ở Dębniki. Trong Chiến tranh thế giới thứ nhất, ông sống ở Prague. Tại đây ông đã tham gia tổ chức một triển lãm để cứu trợ những người tị nạn chiến tranh. Kể từ năm 1921, ông thường trú ở Poznań.
Ông trở thành thành viên hội đồng quản trị của "Tổng hội các nghệ sĩ Ba Lan" vào năm 1894 và gia nhập tổ chức "Union Internationale des Beaux-Arts et des Lettres" vào năm 1913. Năm 1932, ông được trao tặng Thập tự ghi công.
Trong những năm cuối đời, Józef Feliks Męcina-Krzesz ít vẽ. Nhiều họa sĩ thế hệ sau này chỉ trích ông quá bảo thủ. Ông là đối tượng thường bị những người tụ tập tại Zielony Balonik khinh chê. Zielony Balonik là một quán rượu mà các thành viên của phong trào Ba Lan trẻ thường xuyên lui tới. Ông cũng bị chế giễu trong một bài thơ của Tadeusz Boy-Żeleński có tên "Słówkach" (Anger).

## Tranh tiêu biểu

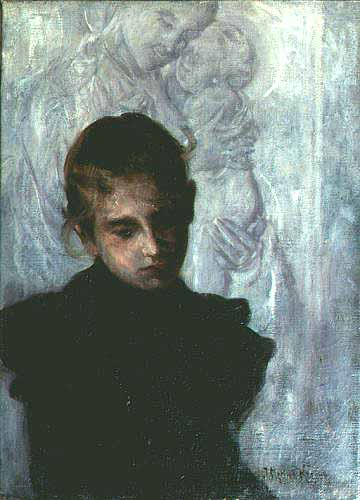
Chân dung một thiếu nữ
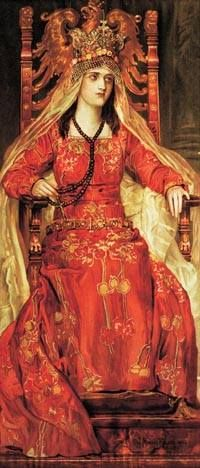
Jadwiga của Ba Lan
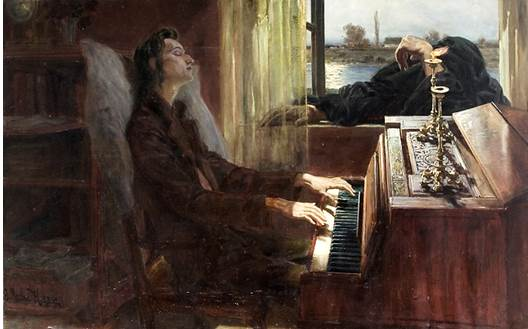
Những hợp âm cuối cùng của Chopin
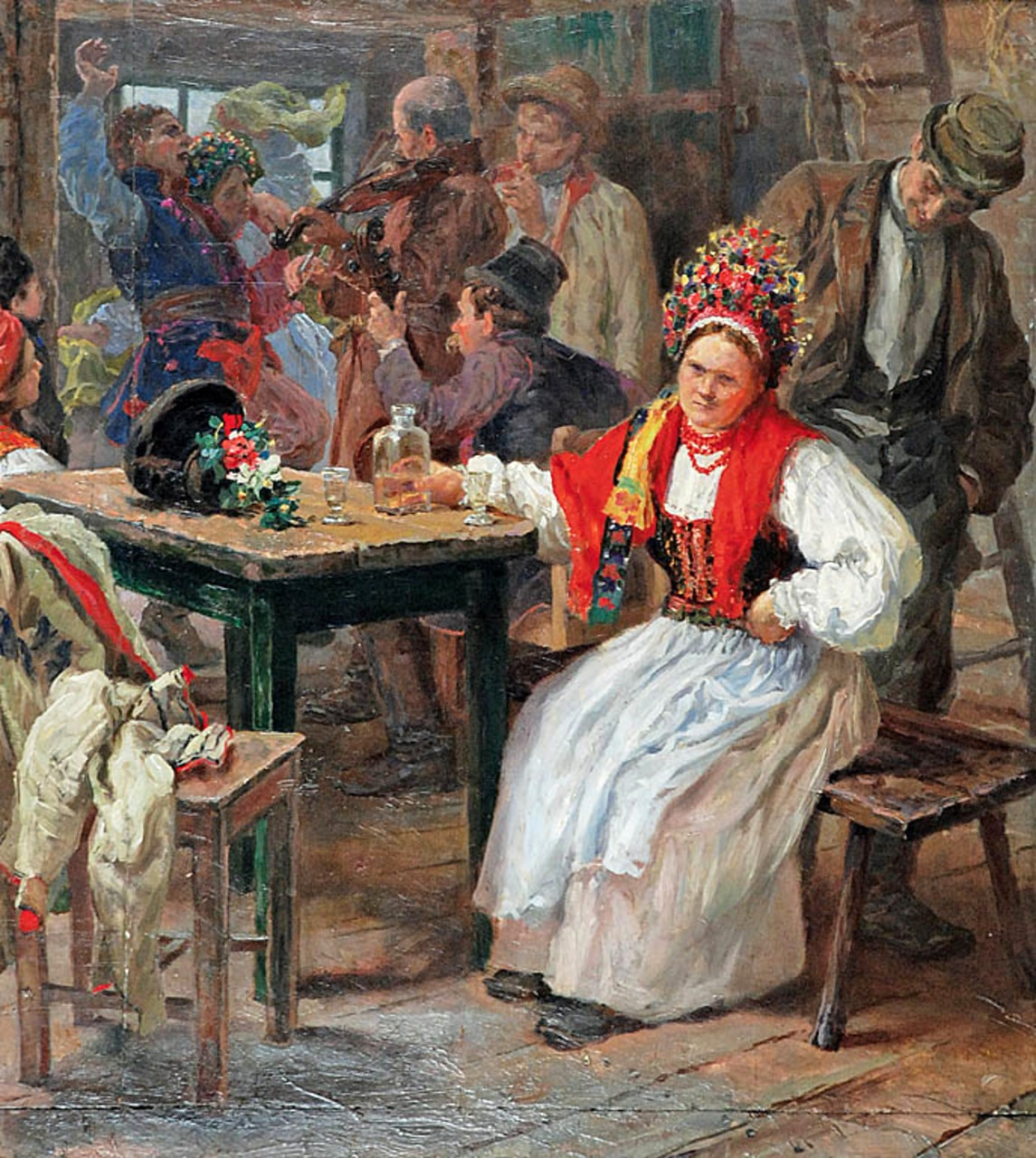
Cô dâu